# União Europeia de Boxe
A União Europeia de Boxe é um organização que regulamenta as competições de boxe na Europa.